# 萨拉尼翁
萨拉尼翁（法語：Salagnon，法語發音：[salaɲɔ̃]）是法国伊泽尔省的一个市镇，属于拉图尔迪潘区。

## 地理
萨拉尼翁（45°40'1"N, 5°21'18"E）面积8.21 平方千米，位于法国奥弗涅-罗讷-阿尔卑斯大区伊泽尔省，该省份为法国东南部内陆省份，北起顺时针与安省、萨瓦省、上阿尔卑斯省、德龙省、阿尔代什省、卢瓦尔省和罗讷省。
与萨拉尼翁接壤的市镇（或旧市镇、城区）包括：圣谢夫、塞尔梅里约、索莱米约、特雷普。

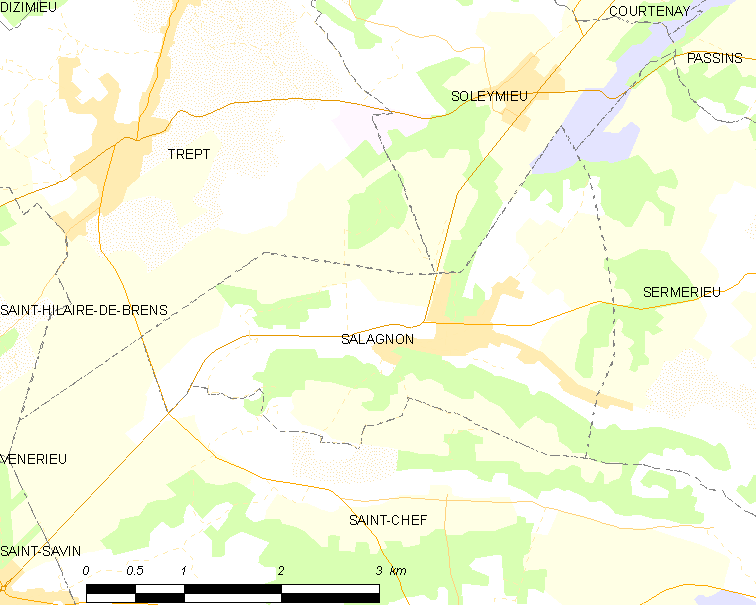
萨拉尼翁的OSM定位图

萨拉尼翁的时区为UTC+01:00、UTC+02:00（夏令时）。

## 行政
萨拉尼翁的邮政编码为38890，INSEE市镇编码为38467。

## 政治
萨拉尼翁所属的省级选区为布尔关雅略县。

## 人口

1962-2008年间萨拉尼翁人口变化图示

萨拉尼翁于2022年1月1日时的人口数量为1484人。